# Academia Naval de los Estados Unidos

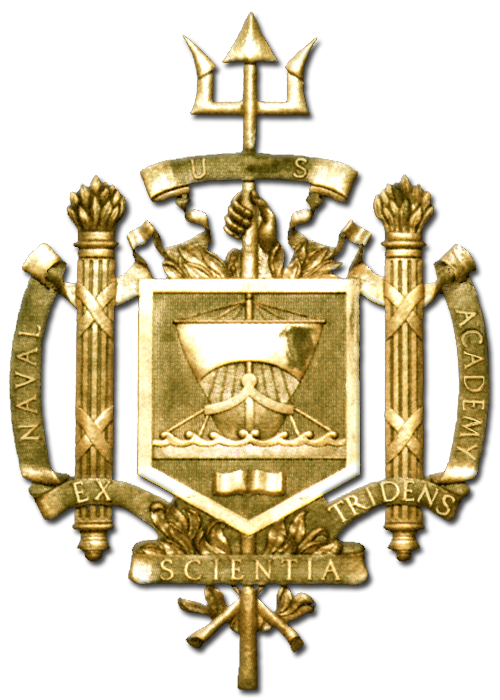
Escudo de la Academia Naval de los Estados Unidos.

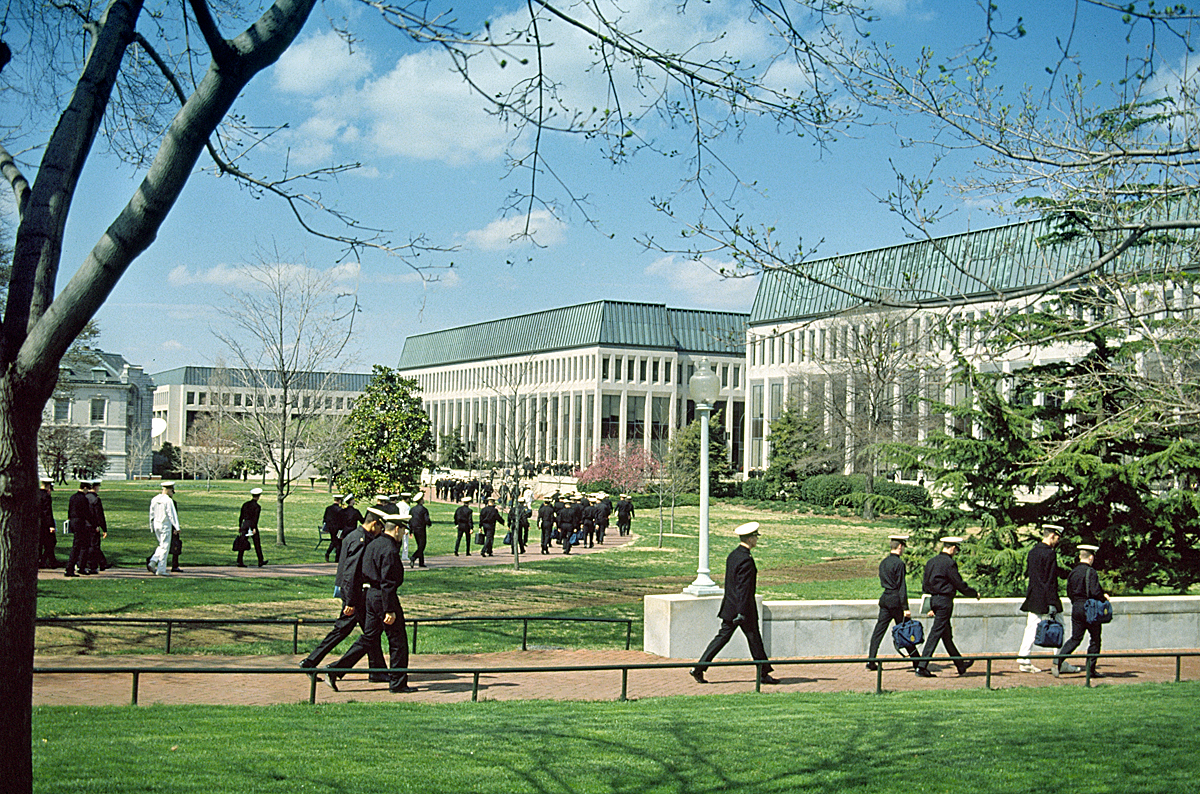
Campus de la Academia Naval de Estados Unidos.

La Academia Naval de los Estados Unidos, también conocida como Annapolis, es una institución para el entrenamiento de oficiales comisionados para la Armada de los Estados Unidos y el Cuerpo de Marines.

## Historia
Fue fundada en Annapolis, Maryland en 1845, por James K. Polk y reorganizada entre 1850 y 1851. Las mujeres fueron admitidas por primera vez en 1976. Los graduados son condecorados con el título de licenciado en ciencias y una delegación como alférez en la  armada o como subteniente en la  infantería de Marina.

## Antiguos alumnos destacados
Algunos antiguos alumnos de la academia son: Richard Best, George Dewey, Richard E. Byrd, Chester Nimitz, William F. Halsey, Albert Abraham Michelson, Hyman Rickover, Jimmy Carter, Ross Perot, John McCain, David Robinson y Sitapha Savané.
- Datos: Q559549
- Multimedia: United States Naval Academy / Q559549